# Ша (галиг)
ᢔ (али-гали ша) — дополнительная буква старомонгольской и маньчжурской письменности.

## Использование
Буква была введена Аюши-гуши в 1587 году как часть дополнения старомонгольского письма (али-гали) для транслитерации в санскритских текстах буквы деванагари мурдханья шакар (ष), а в тибетских текстах — тибетской буквы ша (ཥ, также используется только для передачи санскрита), обозначающих звук [ʂ], в отличие от обычной монгольской ша (ᠱ), обозначающей [ʃ].
В маньчжурское письмо буква была введена во времена императора Цяньлуна; маньчжурская буква имеет более угловатую форму (ᢢ) по сравнению с монгольской (ᢔ).

## Написание

Монгольская ша в начале слова
Монгольская ша дунд (внутри слова)
Маньчжурская ша в начале слова
Маньчжурская ша внутри слова